# Saulius Klevinskas
Saulius Klevinskas,  né le 2 avril 1984, est un footballeur international lituanien évoluant  au poste de gardien de but.

## Palmarès
- Coupe de Lituanie : 2015